# 알렉산더 코흐
알렉산더 코흐(독일어: Alexander Koch, 1969년 2월 22일~)는 독일의 펜싱 선수이다. 1992년 하계 올림픽에서 플뢰레 단체 경기에서 금메달을 획득하였다.